# Craig Forsyth
Craig Forsyth est un footballeur international écossais, né le 24 février 1989 à Carnoustie en Écosse. Il évolue actuellement en Championship (deuxième division anglaise) à Derby County comme défenseur.

## Biographie
Le 1er juillet 2013, Forsyth signe dans un club anglais de deuxième division, Derby County.

## Palmarès
- Vainqueur de la Scottish Challenge Cup en 2009 avec Dundee FC
- Vice-champion d'Angleterre de troisième division en 2024 avec Derby County